# 維利霍韋齊 (佩列梅什利亞內區)
49°38′24″N 24°10′24″E / 49.64000°N 24.17333°E
維利霍韋齊（烏克蘭語：Вільховець），是烏克蘭西部的村莊，隸屬利維夫州的利維夫區。該村面積1.94平方公里，海拔高度309米，2001年人口335，人口密度每平方公里172.68人。